# Еврикур
Еврикур (фр. Evricourt) насеље је и општина у североисточној Француској у региону Пикардија, у департману Оаза која припада префектури Компјењ.
По подацима из 2011. године у општини је живело 197 становника, а густина насељености је износила 65,67 становника/km². Општина се простире на површини од 3 km². Налази се на средњој надморској висини од 100 метара (максималној 163 m, а минималној 45 m).

## Демографија
| 1962. | 1968. | 1975. | 1982. | 1990. | 1999. | 2011. |
| ----- | ----- | ----- | ----- | ----- | ----- | ----- |
| 104   | 117   | 105   | 148   | 188   | 199   | 197   |

График промене броја становника у току последњих година